# Weekend u Berniego 2
Weekend u Berniego 2 (ang. Weekend at Bernie's II) – amerykańska komedia z 1993 roku w reżyserii Roberta Klane'a. Sequel filmu Weekend u Berniego (1989) Teda Kotcheffa. Zdjęcia kręcono w Nowym Jorku oraz na Wyspach Dziewiczych Stanów Zjednoczonych.

## Fabuła
Film przedstawia dalsze przygody Larry'ego i Richarda, znanych z poprzedniej części. Kiedy dowiadują się, że ich zmarły szef ukradł 2 miliony dolarów, decydują się na odnalezienie tych pieniędzy. Do wykonania tego zadania będzie potrzebne ciało Berniego. Postanawiają wykraść zwłoki z kostnicy, ale nie wiedzą, że te 2 miliony dolarów chcą też zagarnąć inne osoby.

## Obsada
- Andrew McCarthy – Larry Wilson
- Jonathan Silverman – Richard Parker
- Terry Kiser – Bernie Lomax
- Troy Beyer – Claudia
- Barry Bostwick – Arthur Hummel
- Tom Wright – Charles
- Steve James – Henry
- Novella Nelson – Mobu
- Lyle Howry – nowojorski policjant
- Ben Lemon – nowojorski policjant
- David Nadboralski – nowojorski policjant
- Win De Lugo – pan Jennings
- Cedric Bones – członek zarządu banku
- Graeme MacDonald – sprzedawca
- Lance Durham – pracownik Hotelu Beach
- Hillel E. Silverman – Maitre'd
- Jennie Moreau – Brenda[3]